# Tosa (couraçado)
O Tosa (土佐) foi um couraçado planejado pela Marinha Imperial Japonesa e a primeira embarcação da Classe Tosa, seguido pelo Kaga. Sua construção começou em fevereiro de 1920 nos estaleiros da Mitsubishi em Nagasaki e foi lançado ao mar em dezembro do ano seguinte, porém nunca finalizado. Como projetado, ele teria sido armado com dez canhões de 410 milímetros montados em cinco torres de artilharia duplas, teria um deslocamento carregado de mais de 44 mil toneladas e seria capaz de alcançar uma velocidade máxima de 26 nós (49 quilômetros por hora).
Ele e seu irmão tinham a intenção de fazer parte de uma frota homogênea composta por couraçados e cruzadores de batalha. Entretanto, todos os trabalhos de construção no Tosa foram paralisados em fevereiro de 1922 devido à assinatura do Tratado Naval de Washington. Os termos do tratado exigiam que o navio fosse destruído, porém antes que isso fosse feito ele foi sujeito a uma série de testes com o objetivo de avaliar a eficácia de sua blindagem e dos armamentos japoneses. Ao final desses testes, o Tosa foi deliberadamente afundado em fevereiro de 1925.

## Antecedentes
A Classe Tosa tinha a intenção de fazer parte do programa "Frota Oito-Oito" da Marinha Imperial Japonesa, que seria composta por oito couraçados e oito cruzadores de batalha. O Tosa e seu irmão Kaga fariam parte do segundo conjunto de couraçados de alta velocidade junto com os dois membros da Classe Nagato e foram aprovados para construção pela Dieta em 14 de julho de 1917. Plantas de engenharia foram finalizadas em 1919. Os japoneses estudaram a experiência britânica na Batalha da Jutlândia em 1916 e incluíram elementos ausentes em projetos anteriores, incluindo velocidade máxima mais alta apesar de maior deslocamento, um convés contínuo e uma blindagem inclinada.

## Características

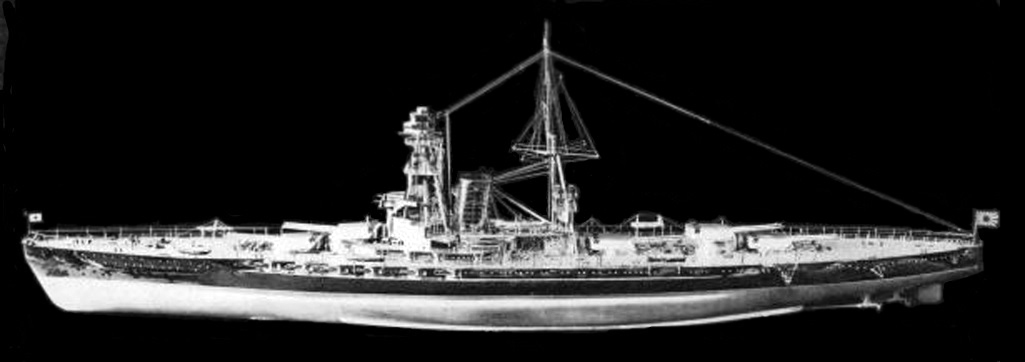
Miniatura do Kaga como couraçado, idêntico ao que seria o Tosa caso finalizado

O Tosa teria  231,65 metros de comprimento da linha de flutuação e 234,09 metros comprimento de fora a fora, boca de 30,48 metros e calado de 9,39 metros. Seu deslocamento normal seria de 39,9 mil toneladas, enquanto o deslocamento carregado seria de 44,2 mil toneladas. Seu sistema de propulsão consistiria em quatro turbinas a vapor Curtis alimentadas por doze caldeiras de tubos d'água Kampon, oito das quais queimariam óleo combustível e quatro uma mistura de óleo e carvão. Este sistema teria uma potência de 92,5 mil cavalos-vapor (68 mil quilowatts) para uma velocidade máxima de 26,5 nós (49,1 quilômetros por hora). Poderia carregar até 3,7 mil toneladas de óleo combustível e 1,8 mil toneladas de carvão, o que proporcionaria uma autonomia de 6,5 mil milhas náuticas (doze mil quilômetros) a catorze nós (26 quilômetros por hora).
Seu armamento principal teria dez canhões Tipo 3º Ano calibre 45 de 410 milímetros montados em cinco torres de artilharia duplas, duas sobrepostas à vante, duas sobrepostas à ré e uma à meia-nau. O armamento secundário teria vinte canhões Tipo 3º Ano calibre 50 de 140 milímetros montados em casamatas, doze nas laterais superiores do casco e oito na superestrutura. Defesa antiaérea seria proporcionada por quatro canhões Tipo 3º Ano calibre 40 de 76 milímetros em montagens únicas. Por fim, haveriam oito tubos de torpedo de 610 milímetros, quatro acima da linha de flutuação e quatro abaixo. Seu cinturão principal de blindagem teria entre 254 e 280 milímetros de espessura, enquanto o convés blindado teria 102 milímetros. Em cada extremidade do cinturão haveria anteparas de 229 a 254 milímetros. As torres de artilharia e parte de suas barbetas acima do convés principal seriam protegidas por placas de 229 a 305 milímetros, já a a torre de comando teria laterais de 254 a 356 milímetros de espessura e teto de 178 milímetros.

## História

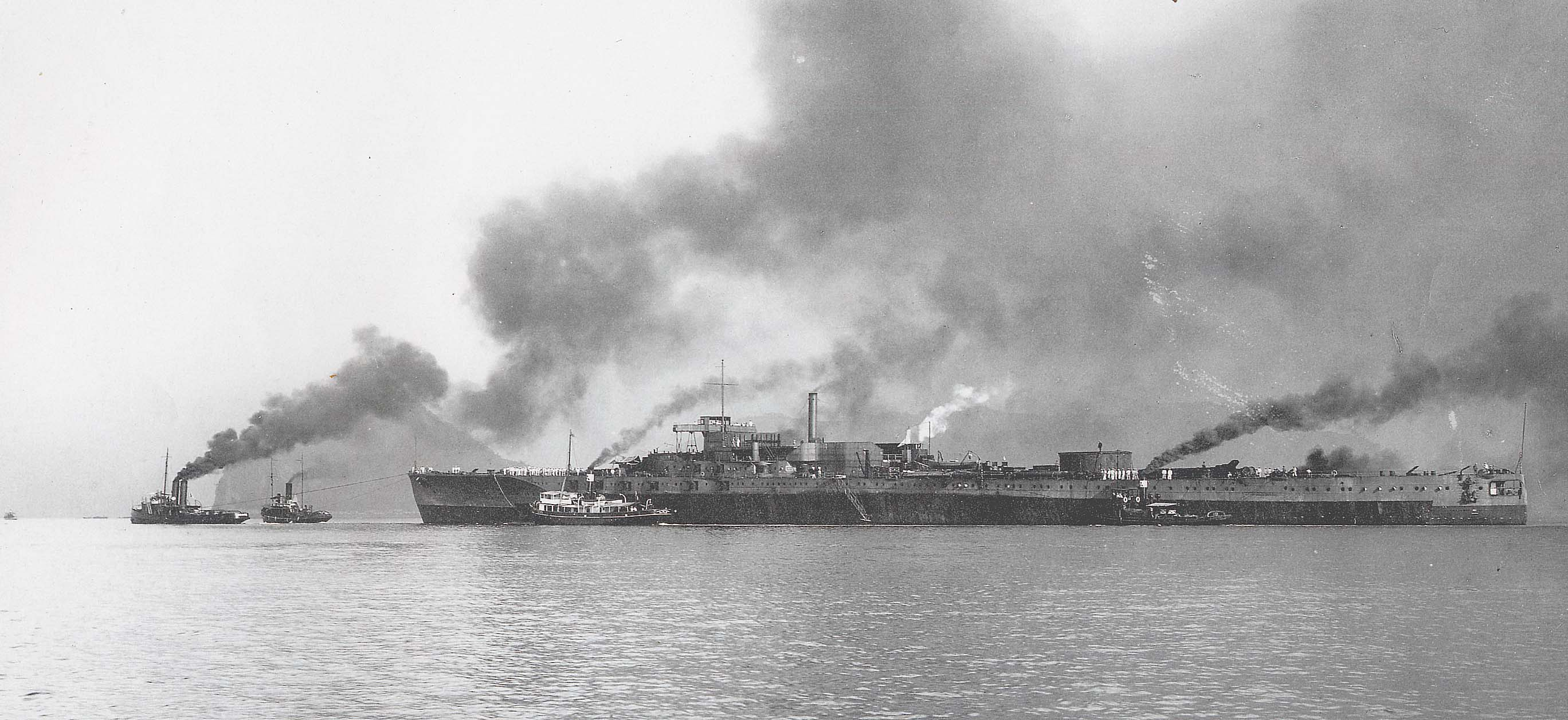
O casco do Tosa sendo rebocado para Kure em 1º de agosto de 1922

O batimento de quilha do Tosa ocorreu em 16 de fevereiro de 1920 nos estaleiros da Mitsubishi em Nagasaki. O navio estava programado para ser lançado ao mar em outubro de 1921, porém várias greves adiaram a data. Ele acabou sendo lançado em 18 de dezembro. A equipagem começou logo em seguida com uma data planejada de finalização para julho de 1922. Entretanto, os trabalhos foram paralisados em 5 de fevereiro, um dia antes do Japão assinar o Tratado Naval de Washington. As construções tanto do Tosa quanto do Kaga foram formalmente canceladas em 5 de maio de acordo com os termos do tratado.
O Tosa foi rebocado para Kure em agosto de 1922. Cinquenta mil pessoas apareceram em Nagasaki para acompanhá-lo sendo rebocado por cinco rebocadores. As barbetas estavam no lugar, porém sem as torres ou qualquer outra arma, assim os buracos no convés principal foram cobertos. Seu casco tinha apenas um convés de superestrutura, convés de passadiço e torre de comando, mais um pequeno mastro sinaleiro diretamente à ré da segunda barbeta. A torre de comando precisou ser equipada como passadiço pois não havia outro local adequado, sendo bem pequena com dois andares e asas. Um cano de exaustão semelhante a uma pequena chaminé foi instalado para que houvesse algum aquecimento interno. Seus canhões foram entregues para o Exército Imperial Japonês a fim de serem usados como artilharia costeira. Uma de suas torres de artilharia foi instalada próxima de Busan na Coreia em 1930, enquanto outra foi colocada na ilha de Tsushima em 1933. O resto das armas foram deixadas na reserva e desmontadas em 1943.
O casco do Tosa permaneceu em Kure até meados de 1924. Foi descartado em 1º de abril e designado para uso em testes que avaliaram a eficácia de projéteis e torpedos contra seu esquema de blindagem. Consequentemente, a escola de artilharia da Marinha Imperial assumiu o controle do Tosa e o preparou para esses testes.

### Testes
O Tosa foi sujeito a cinco explosões entre 6 e 13 de junho. A primeira era de uma mina Marco I de cem quilogramas colocada a estibordo, 3,7 metros abaixo da linha de flutuação na armação 57. A explosão criou um buraco de 22 metros quadrados, também arrancando outros setenta metros quadrados de placas. Vinte e três compartimentos foram inundados, dezessete rapidamente e cinco lentamente, com aproximadamente mil toneladas de água entrando no navio e deixando-o com um adernamento de 1° 54' para estibordo.
A segunda e quinta foram colocadas mais próximas dos depósitos de munição principais de vante e envolveram ogivas maiores: um torpedo Tipo 6º Ano de duzentos quilogramas e uma mina Tipo 9º Ano de 150 quilogramas. Ambos colocados na armação 87, o segundo a bombordo e 4,04 metros de profundidade e o quinto a estibordo a 6,34 metros de profundidade. Ambos atravessaram o sistema de proteção e permitiram que 1 024 toneladas e 738 toneladas, respectivamente, entrassem. Isto demonstrou que o sistema comum de três compartimentos vazios usados na maioria dos couraçados japoneses era insuficiente contra torpedos modernos. A mudança de adernamento após o segundo teste foi de 6° 16', resultando em um adernamento para bombordo de 4° 36'. Para o quinto teste a mudança foi de 4° 38', ficando com um adernamento para estibordo de 0° 48'.
Os testes três e quatro foram realizados na armação 192, no meio do navio, onde o sistema de proteção foi projetado para ser mais resistente. O teste três era com um torpedo Tipo 8º Ano com ogiva de trezentos quilogramas a estibordo a 4,05 metros de profundidade, já o quatro era a bombordo com um torpedo similar a um Tipo 8º Ano com ogiva de 350 quilogramas a 4,9 metros de profundidade. Os testes abriram buracos de quinze e 26 metros quadrados, arrancaram 160 e 110 metros quadrados de placas e permitiram que 1 222 e 1 180 toneladas de água entrassem. O terceiro teste foi o que permitiu que mais água entrasse, consequentemente o adernamento prévio de 2° 51' para bombordo foi alterado para 5° 22' a estibordo, uma mudança de 8° 13'. O teste quatro foi de um adernamento para bombordo de um grau para um de estibordo de 5° 20'.
Mais testes incluíram a explosão de vários torpedos Tipo 8 cheios com trezentos a 346 quilogramas de ácido pícrico dentro dos depósitos planejados para abrigá-los, que ficavam localizados à vante da primeira da torre de artilharia e que eram considerados um ponto fraco em navios anteriores. Isto causou "danos estruturais extremos acima da linha de flutuação", confirmando que qualquer problema naquela parte do navio poderia deixá-lo em sérios perigos. Possíveis soluções incluíram a instalação de blindagem adicional sobre o depósito ou usar uma parede em um dos lados que seria explodida para fora do navio e evitaria qualquer explosão séria para dentro. Este último focaria o poder da explosão para fora, minimizando os efeitos estruturais contra o próprio navio. Outro teste envolveu a explosão de 370 quilogramas de TNT a cinco metros da lateral do navio.
Outro teste foi realizado em que um projétil de 410 milímetros foi disparado contra o Tosa. Ele caiu 25 metros antes do navio, mas continuou pela água e acertou o casco do couraçado próximo da armação 228, 3,3 metros abaixo da linha de flutuação designada. O projétil conseguiu atravessar os 76 milímetros de blindagem e detonar dentro da sala de máquinas de bombordo. Isto permitiu que 3 048 toneladas de água entrassem, com o adernamento do Tosa aumentando de 4° 53' para 10° 06'.
Os resultados dos testes foram depois usados nas reformas e reconstruções de navios já existentes. As lições também foram incorporadas no projeto dos couraçados da Classe Yamato. Nestes, o cinturão continuava abaixo da linha de flutuação e embaixo da protuberância antitorpedo para que houvesse proteção contra projéteis subaquáticos.

Diagrama da localização dos testes no casco do Tosa

### Naufrágio

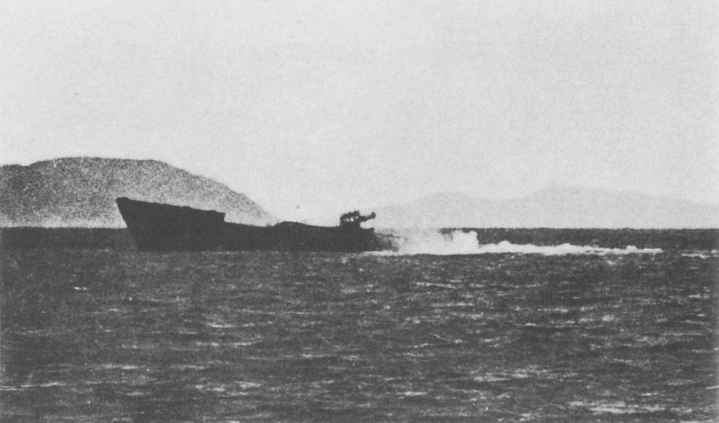
O Tosa afundando pela popa em 9 de fevereiro de 1925

O Tosa foi entregue para a escola de artilharia de Hiroshima para uso como alvo pelos meses seguintes. O Ministério da Marinha ordenou em 14 de janeiro de 1925 que o navio fosse afundado em um mês. Para que isto fosse realizado, o comandante do Distrito Naval de Kure ordenou que preparações para o afundamento fossem feinalizadas até 1º de fevereiro. Foi planejado afundá-lo até o dia 10 de fevereiro, logo depois de ser rebocado pelo Settsu para um local ao sul do Farol de Mizunokojima e a 16,1 quilômetros ao oeste da ilha de Okinoshima. O Escritório de Inteligência Naval dos Estados Unidos relatou no mesmo mês que "trabalhos no desmanche do [Tosa] estão em andamento no Arsenal Naval de Kure e tudo que é possível foi removido. A intenção é preencher seu casco com areia e cascalho, rebocá-lo para águas profundas próximo da entrada de Kure, abrir suas válvulas e enviá-lo para fundo".
O Tosa foi levado de Kure para a Baía de Saiki no Canal de Bungo. Foi rebocado da baía no dia 6 com a intenção de levá-lo ao local designado de afundamento, porém foi impedido por uma forte tempestade. Uma segunda tentativa foi feita às 10h00min do dia 8. Cargas explosivas foram embarcadas: dois projéteis de 356 milímetros foram colocados dentro do fundo duplo do casco, enquanto dois contêineres com trinta quilogramas de pólvora foram colocados na sala de máquinas de bombordo. Eles seriam detonados por fusíveis elétricos, mas fusíveis temporizados também foram equipados caso o mar estivesse calmo. Os explosivos foram acionados e não detonaram, assim um contingente foi enviado a bordo em 9 de fevereiro e abriram seis válvulas Kingston na sala de máquinas às 1h25min. O Tosa começou a lentamente afundar pela popa e estibordo pouco depois. O ritmo do naufrágio aumentou às 3h50min e o navio afundou por completo até às 7h00min. Foi o décimo e último navio capital japonês afundado ou desmontado de acordo com o Tratado Naval de Washington.